# Tenrikyō
Il Tenrikyō (天理教?, Tenrikyō, letteralmente insegnamento della ragione divina) è una religione di origine giapponese. A fondarla fu una donna, Miki Nakayama che, dal 1838 in poi, passò attraverso una serie di esperienze rivelatorie. A partire da questa data, i suoi seguaci si riferirono a lei come Oyasama (lett. Madre Onorata). Si calcola che il Tenrikyo abbia in tutto il mondo circa 2 milioni di fedeli, di cui 1 milione e mezzo nel solo Giappone.

## I precetti
Il precetto principale della religione tenrichista è raggiungere lo yoki yusan o yoki gurashi, ossia la vita gioiosa sulla Terra, attraverso la carità e l'astensione da ingordigia, egoismo, odio, rabbia e arroganza.
- Yo (陽) significa "positivo", e ha la stessa connotazione di Yang nello Yin e Yang cinese.
- Ki (氣) vuole dire "spirito" o "energia", come il Qi cinese.
- Yusan (遊山), che significa "gita in montagna o nei campi" (lett. escursione), suggerisce una vita socievole, estroversa.
- Gurashi (暮) sta invece per "sostentamento", e accenna a un modo di vivere giorno per giorno.

## Dio
I seguaci credono in un solo Dio, Tenri-O-no-Mikoto, "Divino Re della Ragione Celeste", che è ritenuto creatore e padre premuroso di tutto il genere umano. 
La reincarnazione è parte del credo, ma ha un'importanza secondaria. 
Gli insegnamenti-chiave includono: 
- Moto-no-Ri - il principio delle origini;
- Kashimono-Karimono (una cosa prestata, una cosa presa in prestito) - il rapporto naturale fra il corpo umano e Dio;
- Hinokishin - lo sforzo volontario come giusto mezzo per dimostrare gratitudine nella relazione Kashmono-Karimono (attraverso la carità e il servizio pubblico);
- Tanno (benevolenza) - un atteggiamento costruttivo nei confronti delle preoccupazioni, della malattia e delle difficoltà, senza dare giudizi su ciò che successo nel passato;
- Juzen-no-Shugo - dieci verità o miracoli coinvolti nella creazione, che si ritiene siano applicati continuamente in ogni parte dell'universo.

## L'illuminazione
Nel Tenrikyo esistono tre livelli successivi di comprensione della natura di Dio: il primo è Kami, che indica la presenza di Dio nella vita di tutti i giorni; il secondo è Tsukihi (lett. Luna Sole), ossia Dio visto come creatore della natura e delle leggi naturali; infine Oya (Genitore), cioè Dio come padre degli esseri umani.
Questi termini indicano le tre fasi successive attraverso cui i credenti possono capire un singolo dio, durante il percorso che li conduce alla maturità spirituale.
Molte metafore del costruire e della carpenteria sono riprese negli insegnamenti del Tenrikyo, che interpreta la costruzione di un mondo migliore come un processo per gradi, in cui il progresso scaturisca dal lavoro insieme cooperativo e collaborativo.

## I luoghi del culto
Il centro spirituale del culto si trova nell'antico villaggio di Shoyashiki, oggi parte della città di Tenri, a sua volta nei pressi di Nara. Il tempio principale è stato edificato attorno allo Jiba, un luogo che compare negli insegnamenti come il punto da cui ha avuto origine la creazione.

## Nakayama
Miki Nakayama iniziò ad elaborare la dottrina nel 1838, dopo che sia suo figlio sia suo marito si ammalarono. La famiglia chiese a un monaco buddista di esorcizzare lo spirito che ne causava i disturbi. La tradizione vuole che, durante il rito, Dio sia entrato nel corpo di Miki Nakayama e abbia chiesto di riceverla come tempio di Dio. Alla fine, dopo tre giorni, il marito di Miki si arrese alla richiesta di Dio.
Il capo spirituale anziano prende il nome di Shimbashira. Nei primi giorni del Tenrikyo, oltre allo Shimbashira, esisteva un altro capo spirituale, l'Honseki. 
A cui era affidato il compito fondamentale di rispondere alle domande dei fedeli e divulgare le prime importanti rivelazioni. Il contenuto dei suoi discorsi periodici venne poi trascritto e raccolto nell'Osashizu, un'opera composta da più volumi.
Dopo la morte di Izo, una donna chiamata Ueda Naraito assunse per un po' il medesimo ruolo, benché non abbia mai ottenuto il titolo di "Honseki". In seguito, il Tenrikyo non ha mai più avuto un Honseki, nonostante alcuni gruppi scissionisti credano che Iburi abbia trasmesso la leadership al loro specifico fondatore o fondatrice.
Gli insegnamenti del Tenrikyo, malgrado l'enfasi concessa allo sforzo collettivo, tengono conto dell'alto grado di individualità tra i diversi seguaci: le differenze sono viste come complementari, e l'organizzazione complessiva è suddivisa in molti gruppi diversi, con obiettivi comuni ma interessi diversificati.

## Judo
Il Tenri Judo è famoso per essere un valido stile di Jūdō e ha prodotto molti campioni, ma all'interno del Tenrichismo sussistono anche altre attività sportive e gruppi di interesse artistico.

## I rapporti con lo Shintoismo
La storia del Tenrikyo è travagliata: proprio negli anni in cui venne fondato, infatti, il Giappone stava affrontando un periodo di grossi cambiamenti. Alcuni dei suoi moderni legami con lo Shintoismo potrebbero essere spiegati attraverso la persecuzione subìta dai primi seguaci. A livello di religione, il Tenrikyo non è affatto imparentato con lo Shintoismo, benché sia stato proprio lo Shintoismo statale a influenzarlo fortemente, molto tempo dopo la sua originaria data di fondazione. Il Tenrikyo venne infatti autorizzato dal governo giapponese come una delle tredici sette shintoiste ufficiali. A partire dal 1946, gli aderenti al Tenrikyo si sforzarono di rimuovere dal culto gli influssi dello Shintoismo, e chiesero che la loro religione fosse esclusa dalla definizione governativa di "setta shintoista" e trasferita in quella di "altra religione". Che questo sforzo abbia raggiunto l'obiettivo e ridato al Tenrikyo la propria dignità di culto a sé stante è un fatto generalmente accettato, ma non è esatto sostenere che l'influenza shintoista sia stata del tutto rimossa dalla religione del Tenrikyo a livello di organizzazione. Ad esempio, molti degli oggetti usati durante le funzioni religiose del Tenrikyo, tra cui l'hassoku e il sampo, derivano direttamente dallo Shintoismo, così come la metodologia usata per le offerte al tempio. È altrettanto vero che il figlio di Miki Nakayama, Shuji, chiese e ottenne protezione dalla potente branca dello Shintoismo Yoshida, in una fase relativamente antica per lo sviluppo della religione tenrichista. Comunque sia, ciò era contrario al volere della fondatrice.

## Il Cristianesimo
I rapporti tra la chiesa Tenrikyo e le Chiese cristiane sono abbastanza buoni, e si può rintracciare molto del simbolismo cristiano nella versione inglese del principale testo sacro tenrichista (l'Ofudesaki, letteralmente "La punta del pennello"). Ciò potrebbe dipendere dal lavoro dei missionari cristiani, che offrirono il loro aiuto durante le prime traduzioni in inglese.

## Musica
Il Tenrikyo si avvale di strumenti musicali tradizionali per il suo tsutome (letteralmente servizio o funzione), inclusi Hyoshigi (battaglio di legno), Chanpon, Surigane (piccolo gong), Taiko (grosso tamburo), Tsuzumi (tamburo a spalla), Fue (flauto di bambù), Shamisen (uno strumento a corde), Kokyu (un piccolo strumento a corde) e Koto (uno strumento a corde molto grande). Questi vengono usati per il Mikagura-Uta, un corpus di musica, balli e canzoni creati dalla fondatrice.
Molte delle principali autorità nel campo della musica Gagaku (l'antica musica classica shintoista suonata alla corte imperiale del Giappone) sono anche seguaci del Tenrikyo: anche se il Mikagura-Uta e la musica Gagaku sono due generi musicali distinti, quest'ultima è promossa attivamente dalla religione tenrichista.

## Il Tenrikyo nel mondo occidentale
La religione ha sedi in:
- Brasile: San Paolo
- Francia: Parigi
- Inghilterra: Londra
- Inghilterra: Leeds